# Lenzkirch
Lenzkirch là một đô thị in the rừng Đen. It lies trong huyện Breisgau-Hochschwarzwald bang Baden-Württemberg thuộc nước Đức. Đô thị Lenzkirch có diện tích 57,9 km², dân số thời điểm 31 tháng 12 năm 2020 là 5002 người.
Các đô thị giáp ranh (từ phía bắc theo chiều kim đồng hồ): Titisee-Neustadt, Friedenweiler, Löffingen, Bonndorf, Schluchsee và Feldberg. 